# Patrick Femerling

Patrick Femerling (Hamburgo, 4 de março de 1975) é um ex-basquetebolista profissional alemão que atualmente trabalha como treinador nas categorias de base do Alba Berlin.

## Carreira
Femerling integrou o elenco da Seleção Alemã de Basquetebol nas Olimpíadas de 2008